# Schwetzochromis neodon
Schwetzochromis neodon es una especie de peces de la familia Cichlidae en el orden de los Perciformes, endémica de la República Democrática del Congo. Actualmente es el único miembro conocido del género Schwetzochromis, ya que varios otros que antes estaban incluidos en el han sido trasladados al Orthochromis.

## Morfología
Los machos pueden llegar alcanzar los 10,7 cm de longitud total.

## Hábitat
Vive en zonas de clima tropical.

## Distribución geográfica
Se encuentran en África: río Fwa (Kasai, República Democrática del Congo).